# Patrick Bruel
Pour les articles homonymes, voir Bruel et Benguigui.
Patrick Bruel (de son nom complet, Patrick Bruel-Benguigui), né le 14 mai 1959 à Tlemcen en Algérie, est un auteur-compositeur-interprète, acteur, producteur et joueur de poker français.

## Biographie

### Jeunesse
Patrick Bruel, né sous le nom de famille de Benguigui, a officiellement changé son nom à l'état civil en Patrick Bruel Benguigui en 2003, son prénom de naissance étant incertain car variable selon les sources, dont certaines donnent « Maurice » ou encore « Patrick, Maurice »,,.
Il est le fils de Pierre Benguigui (né en 1928) et d'Augusta Kammoun (née en 1936), tous deux enseignants d'origine juive séfarade. Sa mère est fille d'Élie Kammoun (1901-1997, employé municipal) et Céline Ben Sidoun (1910-1997).
Il est le cousin issu de germains de l'humoriste Élie Semoun, puisque le grand-père de Patrick était le frère de la grand-mère d'Élie.
En 1960, ses parents se séparent. Le jeune Patrick est élevé par sa mère. Patrick est « élevé dans le respect des traditions juives, mais sans être très pratiquant ».
En juin 1962, il n'a que trois ans lorsqu'ils quittent l'Algérie. C'est pourquoi il n'en conserve que de vagues souvenirs. Patrick et sa mère s'installent à Argenteuil en banlieue parisienne, sa mère étant nommée institutrice dans une école du 5e à Paris. À l'âge de cinq ans, il découvre notamment Jacques Brel, qui lui inspirera son pseudonyme Bruel, Georges Brassens et Serge Gainsbourg. Adolescent, il apprend à jouer de la guitare et reprend les morceaux de ces artistes avec ses amis.
En 1965, il se passionne pour le théâtre après une représentation de L'Idiot de Dostoïevski. Nouvelle révélation musicale quatre ans plus tard, cette fois après un concert de Serge Reggiani.
Sa mère se remarie avec un architecte, Philippe Moreau, fils d'un éminent médecin niortais, le docteur René Moreau. Deux demi-frères naîtront de cette union : David François Moreau (1972), qui a eu un fils prénommé Yohann en 1996 avec Emmanuelle Béart, et Fabrice Moreau (1975).
De 1970 à 1972, il vit chez sa belle-famille bourgeoise catholique à Niort où son grand-père par alliance, René Moreau, lui fait découvrir le bridge, les échecs et le poker.
Il découvre aussi le football, dont il rêve de faire son métier.
Malgré une interdiction parentale, à 14 ans, il se rend à Bruxelles pour y voir un concert des Rolling Stones. Il en ressort impressionné et se met à écouter les grands groupes du rock de l'époque, comme Led Zeppelin et Deep Purple.
Il se lance alors dans le théâtre, qu'il abandonne après deux heures de cours d'art dramatique. À la recherche d'un petit boulot, il obtient une place de gentil organisateur (animateur) au Club Méditerranée et débute ainsi son apprentissage de la scène.

### 1978-1984: débuts
Dans les années 1970, Patrick Bruel est élève du collège Henri-IV puis du lycée François-Villon à Paris, et rate son bac. Le 20 janvier 1975, c'est en assistant au concert de Michel Sardou à l'Olympia qu'il se jure qu'il montera lui aussi sur cette scène.
Le 18 juin 1978, il répond à une annonce de casting parue dans France-Soir et ne recevant pas de réponse, il s'engage comme G.O. au Club Med au Mexique en juillet 1978. Alexandre Arcady le rappelle juste avant son départ, lui offrant ainsi son premier rôle aux côtés de Roger Hanin et de Marthe Villalonga, dans Le Coup de sirocco.
Le jeune homme s'isole en rejoignant une amie brésilienne à New York. Sur place, il fait la connaissance de celui qui deviendra l'un de ses plus fidèles amis et compositeur de chanson, Gérard Presgurvic. Il reste une année aux États-Unis, avant de retrouver Paris et les bancs de la faculté pour des cours d'économie, après avoir passé le bac en candidat libre.
Entre 1981 et 1983, il passe sur les planches du théâtre Saint-Georges dans la pièce Le Charimari. Au même moment, il se lance aussi dans une nouvelle aventure : la chanson. Ainsi, en 1982 sort Vide, un titre qui passera relativement inaperçu. Le public le retrouve au cinéma dans Les Diplômés du dernier rang (un film surfant sur la vague des Sous-doués), puis dans Le Grand Carnaval d'Alexandre Arcady.
Dans les années 1980, il joue en compagnie de Marianne Basler dans des spots publicitaires vantant les conserves Zwan, cassoulet et choucroute, diffusés en Belgique, ainsi qu'à la télévision française dans un spot pour une célèbre marque d'huile avec Maria Pacôme et Anaïs Jeanneret intitulée Le secret (1984).
Patrick a aussi été candidat au casting du film de Claude Pinoteau, La Boum 2 (1982) pour jouer le rôle de Philippe Berthier, obtenu par Pierre Cosso. Arrivé en deuxième position pour sa bonne humeur et son humour, il n'aurait pas obtenu le rôle car « il ne faisait pas rêver les jeunes filles ».

### 1984-1990: premières chansons et ascension au cinéma
Patrick Bruel rencontre en 1984, grâce à Pascal Sevran, un succès musical avec Marre de cette nana-là !, écrite par Gérard Presgurvic, Fanny Bercheaux et Roger Poulet, célèbre du jour au lendemain. L’année suivante sort Comment ça va pour vous ? qui est un nouveau succès (le single reste dans le Top 50 durant 19 semaines et se classe jusqu’à la 27e position). La même année, Bruel rejoint Fabrice Luchini pour le tournage de P.R.O.F.S, qui fera près de trois millions d'entrées.
En 1986, il sort son premier album, De face, qui ne s'écoule qu'à 20 000 exemplaires. Malgré ce faible score, il convainc le directeur artistique de l'Olympia de lui donner sa chance : du 5 au 8 mai 1987, il chante devant une salle bondée. Peu de temps après, le public le retrouve au générique du film Attention bandits ! de Claude Lelouch, avec le titre Tout l'monde peut s'tromper (sorti sur l’album De Face et en 45 tours l’année précédente), puis dans le rôle d'un soldat blessé dans La Maison assassinée de Georges Lautner.
En 1989, il sort son deuxième album, Alors regarde, qui rencontre un immense succès grâce aux chansons Casser la voix, J'te l'dis quand même, Alors regarde, Décalé et Place des Grands Hommes. Cette dernière fut composée pour une émission Avis de recherche, où les copains d'enfance de Patrick Bruel étaient réunis. Cette même année, sa renommée s'affirmant, il obtient deux rôles importants dans les films L'Union sacrée d'Alexandre Arcady et Force majeure de Pierre Jolivet.

### La «Bruelmania» des années 1990 aux années 2000
Avec le début des années 1990, Patrick Bruel jouit d'un immense succès médiatique, comptant alors des milliers de groupies : c'est le début de la « Bruelmania ». Parmi les évènements témoignant de cet enthousiasme populaire, le plus célèbre reste celui de la « pizzeria sur les Champs-Élysées » où il dîne tranquillement avec des amis et se retrouve assiégé par de nombreux fans, nécessitant l'intervention de la police. Ce succès fournit matière à plaisanterie pour les caricaturistes.
En 1991, l'artiste prend position contre le Front national, lors de l'émission 7 sur 7. 
Deux années plus tard, il tient le rôle principal du film policier Profil bas qui est un échec.
Il revient à la chanson en 1994 avec Bruel, album plus rock, enregistré entre New York et Bordeaux. Il se produit alors à Bercy, puis s'isole, partageant son temps entre voyages, cinéma et copains[réf. nécessaire].
En 1995, il obtient un petit rôle dans la comédie romantique américaine Sabrina aux côtés d'Harrison Ford. La même année, il annule tous ses concerts dans les villes ayant des maires membres du Front national (Orange, Toulon), ce qui lui vaut les sarcasmes de Jean-Marie Le Pen. Il enregistre un album en espagnol Plaza de los heroes. Une année plus tard, il est à l'affiche avec Jean Reno du film Le Jaguar. Puis, ce sont les retrouvailles avec Alexandre Arcady pour K, en 1997.
En 1998, il est invité de Johnny Hallyday au stade de France avec qui il interprète en duo Et puis je sais (titre qu'il lui a composé en 1991 pour l'album Ça ne change pas un homme). Il participe également à la chanson collective contre le SIDA Sa raison d'être (album Ensemble).
En 1999, âgé de 40 ans, l'artiste sort un album plus intimiste intitulé Juste avant, coécrit avec Marie-Florence Gros qu'il avait rencontrée quand elle lui avait écrit la chanson Demain (contre le Sida). Juste avant est salué par ses fans ainsi que par un nouveau public, grâce à des titres comme J'te mentirais, Pour la vie, Au Café des délices et Tout s'efface. Après cinq années d'absence, il revient en scène avec un passage à la Fête de l'Humanité.

### Depuis 2002: succès en chansons, au théâtre et au cinéma

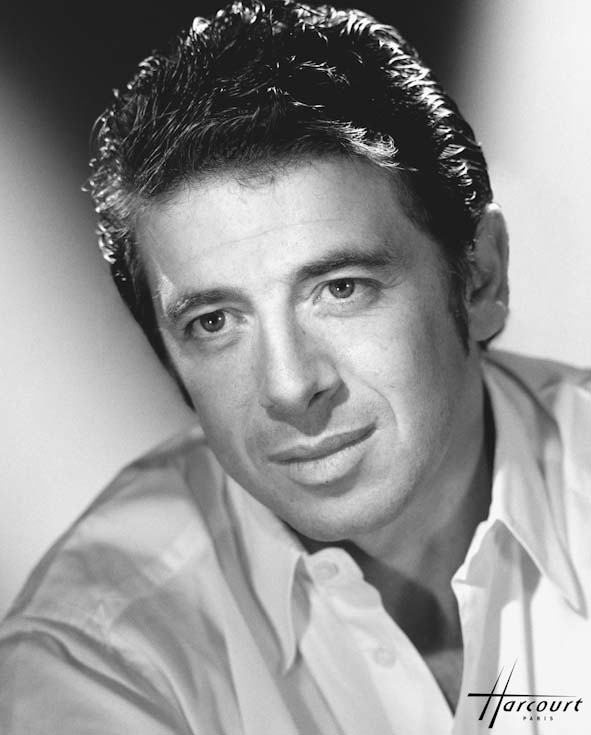
Patrick Bruel par le Studio Harcourt en 2002.

En 2002, Patrick Bruel sort un album de reprises de chansons des années 1930 à 1950, Entre deux, avec notamment la valse musette Mon amant de Saint-Jean et La Complainte de la Butte, qui connaît un succès commercial. La même année, il écrit avec Marie-Florence Gros et Rick Allison la chanson Il faut du temps pour Sandrine François, représentante de la France au Concours Eurovision de la chanson 2002. La chanson se classe 5e avec 104 points, le 2e meilleur résultat de la France depuis 1995.
En 2006, il signe un album plus personnel, Des souvenirs devant, mélangeant ses souvenirs, sa vie intime et ses réactions face à l'actualité. S'ensuit une longue tournée. La même année, il apparaît aux côtés d'Isabelle Huppert et François Berléand dans L'Ivresse du pouvoir de Claude Chabrol, satire du monde politico-judiciaire français inspiré de l'affaire Elf.
Sa carrière cinématographique redécolle en 2007 avec notamment Un secret. Le 8 décembre 2007, il préside le jury de l'élection de Miss France 2008. Il est à nouveau président du jury de l'élection de Miss France 2015.
En 2011, il publie un livre d'entretien avec le journaliste Claude Askolovitch.
Le succès de la pièce de théâtre Le Prénom, jouée au théâtre Édouard VII à Paris et où il interprète le personnage principal, est suivi par le succès commercial de son adaptation cinématographique sortie en salles courant 2012. Le film lui permet début 2013 d'être nommé au César du meilleur acteur. Un 7e album, Lequel de nous, sort le 26 novembre 2012, comportant notamment un duo (Maux d'enfants) avec le rappeur La Fouine. Il collabore là encore avec Marie-Florence Gros.
Il est le parrain de la 27e édition du Téléthon qui se déroule les 6 et 7 décembre 2013.
En septembre 2015, il chante en duo avec Patrick Fiori le titre Corsica, extrait de l'album de reprises rendant hommage à la Corse, Corsu Mezu Mezu.

Le 27 novembre 2015, il sort un album rendant hommage à Barbara, Très souvent, je pense à vous…, suivi d'une tournée de mars à novembre 2016. Un album live est enregistré au Théâtre du Châtelet, le 6 juin 2016. Il paraît le 2 décembre 2016.

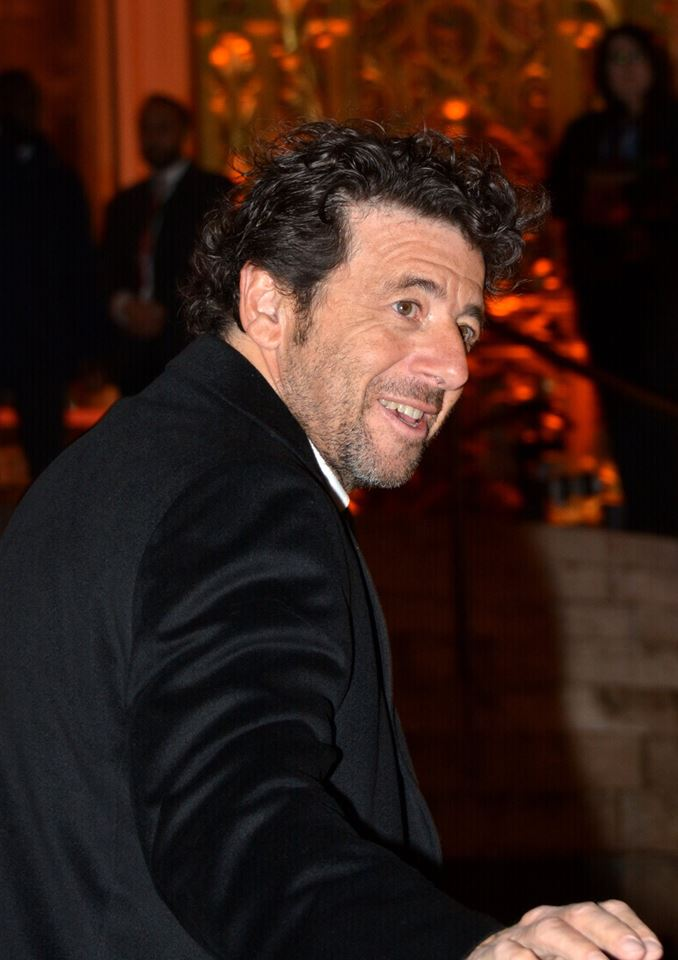
Patrick Bruel au dîner des révélations des César du cinéma 2018.

Le 21 septembre 2018, sort le single Tout recommencer, co-écrit avec Mickaël Furnon et produit par Vianney, premier extrait de l'album Ce soir on sort…, qui paraît le 2 novembre 2018. Une tournée débute en février 2019 avec un passage à la Paris La Défense Arena le 6 décembre 2019.
Le 18 novembre 2022 sort un nouvel album, Encore une fois.
En juin 2023, il annonce un nouveau single Ce monde-là, extrait de son dernier album Encore une fois. 
Le 17 novembre 2023, il diffuse la réédition de l'album sous le titre Une fois encore augmentée de cinq titres inédits.

### Engagements
Patrick Bruel adhère à l'association SOS Racisme dans les années 1980, dont il démissionne en 1991, jugeant la position pacifiste de l'organisation « à la fois naïve et dangereuse ».
En 1992, il participe à une campagne de sensibilisation du public à la famine frappant la Somalie nommée « Les Enfants de France pour la Somalie ».
En 1995, il prend publiquement parti contre le Front national, participe à des concerts de protestation contre l'extrême droite, et déplace ses concerts prévus dans les villes passées sous l'autorité d'un maire frontiste vers des villes voisines. Cela lui vaut de la part de l'extrême droite des attaques verbales, notamment celles de Jean-Marie Le Pen.
Depuis 1993, il participe tous les ans aux spectacles des Restos du Cœur.

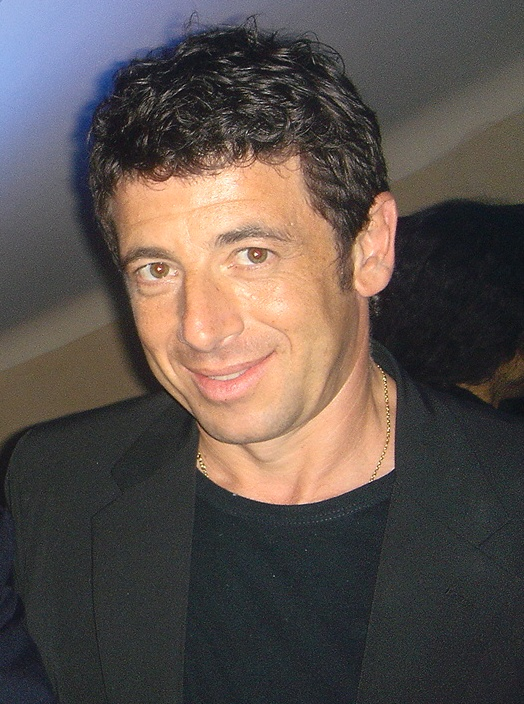
Patrick Bruel en 2006.

Il s'engage à plusieurs reprises dans des questions concernant le conflit israélo-palestinien. En 2003, il soutient l'initiative de Genève. Dans une interview en 2009, il s’est exprimé en faveur de l'intervention militaire de l'État d'Israël dans la guerre de Gaza de 2008-2009. Membre d'honneur du collectif « Solidarité pour Guilad », il est engagé dans la libération du soldat franco-israélien Gilad Shalit, fait prisonnier par le Hamas.
Début 2005, il sort le single Et puis la terre accompagné d'une soixantaine d'artistes, coécrit avec Marie-Florence Gros et Amanda Sthers, son ex-épouse, et dont les recettes sont intégralement reversées aux victimes du séisme du 26 décembre 2004 dans l'océan Indien en Asie du Sud-Est.
Le 14 février 2005, il participe à un grand concert à l'Olympia pour obtenir la libération de l'otage Florence Aubenas.
En 2007, il déclare avoir été « socialiste toute [sa] vie » mais se sent « orphelin » quand Ségolène Royal devient la candidate du PS. Il vote alors pour Nicolas Sarkozy et fait l'éloge de ce dernier dans un entretien pour le quotidien belge Le Soir.
Il est un proche de l'homme politique Dominique Strauss-Kahn dont il souhaite qu'il joue à nouveau un rôle politique en dépit des affaires de mœurs l'ayant touché.
Lors de l'élection présidentielle de 2012, il critique la taxe à 75 % au-dessus d'un million d'euros de revenus annuels proposée par le candidat du Parti socialiste François Hollande.
À la suite du bon score réalisé par le Front national aux élections municipales de 2014, il déclare qu'il refuse d'organiser des concerts dans les villes dirigées par le parti de Marine Le Pen. Par la suite, le président d'honneur du FN, Jean-Marie Le Pen, après avoir critiqué d'autres artistes tentant de mettre en garde les Français contre la montée de l'extrême droite, déclare à propos de Bruel : « On en fera une fournée la prochaine fois », ce qui peut être vu comme une allusion aux persécutions subies par les Juifs durant la Shoah, Bruel étant lui-même juif. Bien que J.-M. Le Pen prétende ignorer à ce moment la religion de Bruel, ce propos provoquera l'indignation de la classe médiatique. Marine Le Pen qualifiera cette phrase de « faute politique ». Patrick Bruel réaffirme son opposition au FN lors de l'élection présidentielle de 2017, apportant son soutien au candidat d'En marche ! Emmanuel Macron qui affronte Marine Le Pen au second tour de l'élection.
Pour venir en aide aux jeunes, il réalise sa masterclass avec The Artist Academy sortie le 1er juillet 2021.
En 2022, il soutient le projet Stars & Lycéens au profit de la Croix-Rouge française : un livre réalisé pendant la pandémie de Covid-19 par des élèves de Montpellier sous la direction de leur professeur de français Patrick Loubatière.

### Production
En 1996, lors du tournage du film Le Jaguar de Francis Veber, Patrick Bruel repère le groupe Carrapicho et sa chanson Tic Tic Tac. Il joue alors les intermédiaires pour exporter le morceau en France. Le titre devient un tube de l'été 1996.
Il produit, l'été suivant, le boysband brésilien Dominó (Baïla baïla Conmigo), et l'été d'après Coumba Gawlo (Pata Pata).
Durant les années 2000, il produit[réf. souhaitée] Estelle Lemée (prétendante à l'Eurovision 2007 avec la chanson Comme un rêve), ainsi que les albums de Julie Reins (Reine d'un jour) et de Gérôme Gallo (Quelle histoire), sans rencontrer le succès.

### Vie privée

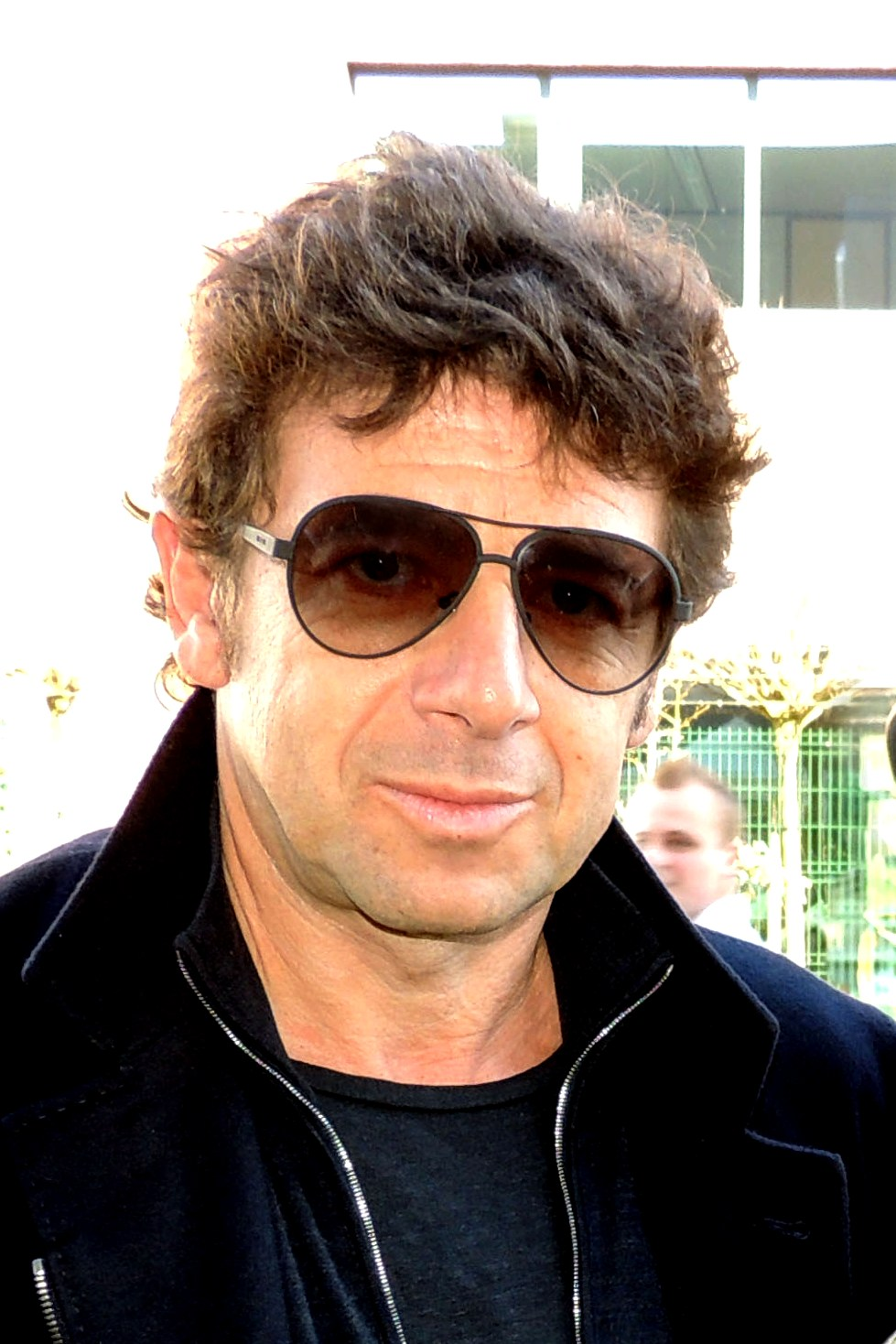
Patrick Bruel en 2013.

Le 21 septembre 2004, Patrick Bruel épouse à la mairie du 4e arrondissement de Paris puis à la synagogue de la rue de la Victoire, sa compagne Amanda Sthers, rencontrée à Saint-Tropez en 2001. Ils ont deux enfants : Oscar, né en 2003 et Léon, né en 2005[réf. nécessaire]. Fin 2007, après trois ans de mariage, le couple se sépare. En 2009, il s'affiche avec sa nouvelle compagne, Céline Bosquet, mannequin et présentatrice de télévision. Ils se séparent en 2012. Entre 2013 et 2017, il partage la vie de Caroline Nielsen, une mannequin danoise,.
En 2018, il se met en couple avec une jeune femme âgée de 27 ans, de trente-trois ans sa cadette, prénommée Clémence.

## Affaires judiciaires

### Outrage et blessures
Le 24 janvier 2014, il est condamné à 10 000 € d'amende pour outrage et blessures involontaires à l'encontre de policiers lors d'une manifestation.

### Mises en cause dans des affaires de mœurs
Le 13 août 2019, Patrick Bruel fait l'objet d'une enquête préliminaire par le parquet d’Ajaccio pour « exhibition sexuelle et harcèlement sexuel présumés », à la suite d'accusations d’une employée de l’hôtel Radisson à Porticcio en Corse qui lui aurait prodigué un massage avant son concert du 9 août 2019 à Ajaccio. Patrick Bruel conteste les accusations et « nie avoir eu la moindre intention, ni le moindre geste déplacé envers cette femme »,.
Lors d'une audition le 8 septembre 2019, Patrick Bruel dément tout comportement répréhensible et plaide le malentendu.
Le 22 décembre 2020, l'enquête est classée sans suite « en l’absence d’élément permettant de caractériser une infraction pénale ».

## Discographie

### Albums studio
- 1986 : De face
- 1989 : Alors regarde
- 1994 : Bruel
- 1995 : Plaza de los heroes
- 1999 : Juste avant
- 2002 : Entre deux
- 2006 : Des souvenirs devant
- 2012 : Lequel de nous
- 2015 : Très souvent, je pense à vous…
- 2018 : Ce soir on sort…
- 2022 : Encore une fois

### Albums live
- 1987 : À tout à l'heure
- 1991 : Si ce soir…
- 1995 : On s'était dit…
- 2001 : Rien ne s'efface…
- 2003 : Entre deux à l'Olympia
- 2007 : Des souvenirs… ensemble
- 2009 : Seul… ou presque
- 2014 : Live 2014

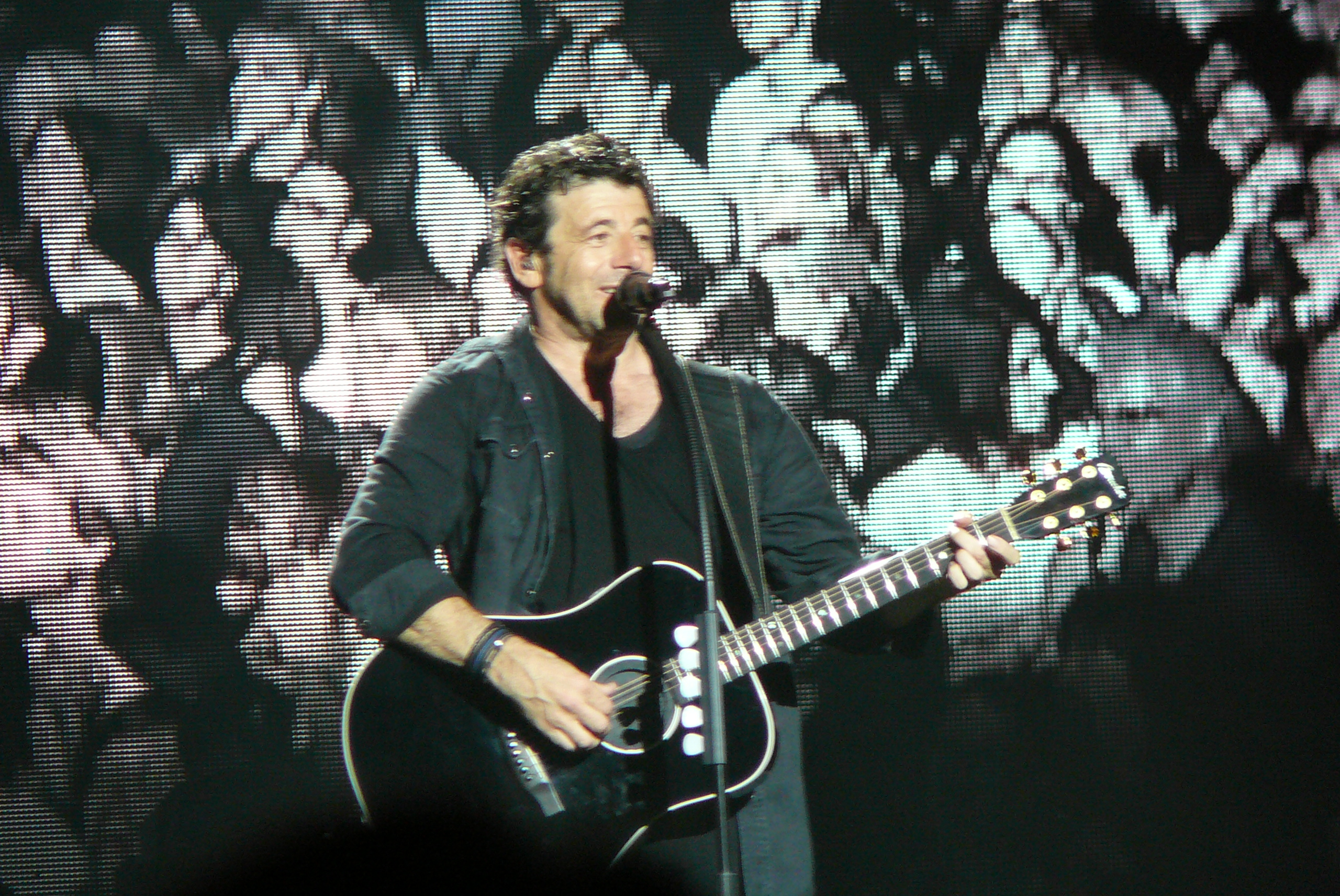
Patrick Bruel à Forest National en 2019.

- 2016 : Bruel Barbara - Le Châtelet
- 2020 : Ce soir… ensemble

### Compilations
- 2004 : Puzzle
- 2009 : Triple Best of

### Collaborations
- Pour Johnny Hallyday[66] :
  - 1992 : Et puis je sais, Pour exister
  - 2002 : Trouve-moi des mots
- Pour Isabelle Boulay :
  - 2000 : Où tu t'en vas, Un jour ou l'autre
  - 2004 : En t'attendant
- Pour Sandrine François :
  - 2002 : Il faut du temps
- Pour Élisa Tovati :
  - 2002 : Attends-moi

## Filmographie

### Cinéma

#### Années 1970-1980
- 1979 : Le Coup de sirocco d'Alexandre Arcady : Paulo Narboni
- 1980 : La Mort en sautoir de Pierre Goutas : un jeune chanteur de banlieue
- 1982 : Ma femme s'appelle reviens de Patrice Leconte : François
- 1982 : Les Diplômés du dernier rang de Christian Gion : Philippe
- 1983 : Le Bâtard de Bertrand Van Effenterre : Dan
- 1983 : Le Grand Carnaval d'Alexandre Arcady : Pierre-Marie Labrouche
- 1984 : La Tête dans le sac de Gérard Lauzier : Dany
- 1984 : Marche à l'ombre de Michel Blanc : le guitariste du métro
- 1985 : Profs de Patrick Schulmann : Frédéric Game
- 1985 : Mariage Blues de Patrick Jamain : Michel
- 1986 : Champagne amer de Ridha Béhi (film sorti en 1994) : Wanis
- 1987 : Attention bandits ! de Claude Lelouch : Mozart
- 1988 : La Maison assassinée de Georges Lautner : Séraphin Monge
- 1989 : Force majeure de Pierre Jolivet : Philippe
- 1989 : L'Union sacrée d'Alexandre Arcady : Simon Atlan

#### Années 1990
- 1992 : Toutes peines confondues de Michel Deville : Christophe Vade
- 1993 : Profil bas de Claude Zidi : l'inspecteur Julien Segal
- 1995 : Sabrina de Sydney Pollack : Louis
- 1996 : Le Jaguar de Francis Veber : François Perrin
- 1997 : K d'Alexandre Arcady : Sam Bellamy
- 1998 : Paparazzi d'Alain Berberian : lui-même
- 1998 : Les Folies de Margaret de Brian Skeet (en) : Martin
- 1998 : Hors jeu de Karim Dridi : lui-même
- 1999 : Une fille qui a du chien de Jeff Pollack (en) : René

#### Années 2000
- 2001 : Les Jolies Choses de Gilles Paquet-Brenner : Jacques
- 2001 : Le Lait de la tendresse humaine de Dominique Cabrera : Laurent
- 2004 : Une vie à t'attendre de Thierry Klifa : Alex
- 2004 : El Lobo de Miguel Courtois : Nelson
- 2006 : L'Ivresse du pouvoir de Claude Chabrol : Jacques Sibaud
- 2006 : Ô Jérusalem d'Élie Chouraqui : David Levin
- 2007 : Un secret de Claude Miller : Maxime Nathan Grinberg
- 2009 : Sketchs de Raphaël Kenzey[Quoi ?][réf. nécessaire]
- 2009 : Le code a changé de Danièle Thompson : le professeur Alain Carcassonne

#### Années 2010
- 2010 : Comme les 5 doigts de la main d'Alexandre Arcady : Dan Hayoun
- 2012 : Paris-Manhattan de Sophie Lellouche : Victor Blanc
- 2012 : Le Prénom de Matthieu Delaporte et Alexandre de La Patellière : Vincent Larchet
- 2013 : Les Gamins d'Anthony Marciano : l'agent immobilier
- 2014 : Les Yeux jaunes des crocodiles de Cécile Telerman : Philippe
- 2014 : Tu veux ou tu veux pas de Tonie Marshall : Lambert
- 2015 : Ange et Gabrielle d'Anne Giafferi : Ange
- 2017 : The Writer de Jim Houck : le chauffeur de taxi
- 2017 : Un sac de billes de Christian Duguay : Roman
- 2017 : Una famiglia de Sebastiano Riso : Vincenzo
- 2019 : Holy Lands d'Amanda Sthers : Michel
- 2019 : Le meilleur reste à venir de Matthieu Delaporte et Alexandre de La Patellière : César

#### Années 2020
- 2020 : Villa Caprice de Bernard Stora : Gilles Fontaine

### Télévision
- 1980 : La Mort en sautoir de Pierre Goutas : le chanteur d'un groupe de banlieue
- 1981 : Les Enquêtes du commissaire Maigret (saison 15, épisode 5 : Maigret se trompe de Stéphane Bertin) : Louis
- 1982 : Paris-Saint-Lazare de Marco Pico (feuilleton TV) : un lycéen
- 1983 : Des Larmes comme des couteaux de Jacques Espagne : Gaby
- 2009 : Fais pas ci, fais pas ça (saison 2, épisode 2) : lui-même
- 2011 : Fais pas ci, fais pas ça (saison 4, épisode 4) : lui-même
- 2025 : Menace imminente, série télévisée de Dan Sahar : Zeev Abadi

### Doublage

#### Films
- 1987 : Un homme amoureux : Michael (Peter Riegert)
- 2013 : La Dame du 6 : le narrateur

#### Films d'animation
- 2003 : Sinbad : La Légende des sept mers : Sinbad[67]
- 2016 : Tous en scène : Buster Moon[68],[69]

## Théâtre

### Comédien
- 1981 : Le Charimari, de Pierrette Bruno, mise en scène René Clermont, théâtre Saint-Georges, avec Micheline Boudet, Pierre Tornade
- 1984 : On m'appelle Émilie, de Maria Pacôme, mise en scène Jean-Luc Moreau, théâtre Saint-Georges
- 2002 : Le Limier, tiré de Sleuth, d'Anthony Shaffer, mise en scène Didier Long, théâtre de la Madeleine, avec Jacques Weber
- 2010 : Le Prénom, de Matthieu Delaporte et Alexandre de La Patellière, mise en scène Bernard Murat, théâtre Édouard VII

### Récitant
- 2010 : Spectacle musical Chopin, Musset, les doubles romantiques. Lecture d'extraits de Confessions d'un enfant du siècle et Les nuits d'Alfred de Musset. Avec des pièces de Frédéric Chopin jouées par la pianiste Caroline Sageman.

## Poker

### Palmarès
Outre le football, la chanson et le cinéma, Patrick Bruel nourrit une passion pour le poker. Il remporte notamment en 1998 un bracelet lors des championnats du monde de poker, les World Series of Poker (WSOP) à Las Vegas, où il s'impose dans l'un des vingt tournois cette année-là, en l’occurrence le « Limit Hold'em 5 000 $ », contre 111 joueurs, mais pas dans le « Main Event », le vainqueur du tournoi principal cette année-là étant l'américain Scotty Nguyen.
En 2002, il manque de justesse la ré-édition d’un titre WSOP en Pot Limit Omaha 5 000 $ en terminant deuxième du tournoi. Il obtient d'ailleurs des résultats honorables de manière régulière dans plusieurs types de poker, notamment il finit à la 8e place de l’European Poker Tour (EPT) de Barcelone en 2007, remportant plus de 137 000 $.
Le 7 mars 2014, il obtient la 4e place au World Poker Tour (WPT) Los Angeles Poker Classic. Il empoche au passage 332 190 $ en finissant à la table finale (les 6 meilleurs) d'un des plus grands tournois au monde. Le 28 avril 2014, il termine 3e de l'event 27 de l'EPT Monte Carlo et gagne 93 350 euros.
En 2018, le total de ses gains en tournoi live atteint 1,5 million de dollars. Ce montant n’inclut pas les parties libres en cash game.
Concernant sa façon de jouer, il indique être adepte de la théorie discutable des « cycles de chance », expliquant avoir « peur des bonnes cartes dans un mauvais cycle ». Cette théorie n'a pas été prouvée. Il est également adepte de la technique du comportementalisme, qui permet de décrypter les postures de ses adversaires.

« Au poker, il est toujours amusant de voir un cœur battre plus fort, des mains qui tremblent ou une carotide qui bouge. On peut observer un adversaire jouer la nonchalance au premier degré, au second degré ou au troisième degré. C’est passionnant ! »

— Patrick Bruel

### Actionnariat dans Winamax
Patrick Bruel est l'un des quatre actionnaires du site de poker en ligne Winamax, proposant également des paris sportifs en ligne. Ses associés sont Marc Simoncini (fondateur de Meetic), Alexandre Roos et Christophe Schaming (fondateurs de CaraMail).
En 2012, L'Express l'accuse de « jouer avec le fisc », notamment car les bénéfices de Winamax sont reversés à sa maison-mère Oxley Properties domiciliée aux Îles Vierges britanniques puis au Luxembourg, deux paradis fiscaux, échappant ainsi aux impôts français jusqu'à ce que l'activité des sites de paris en ligne soit réglementée en France, en 2010,. Patrick Bruel répond : « Je ne suis qu'un actionnaire, ce sont les responsables opérationnels qui connaissent les détails. »

### DVD et télévision
Patrick Bruel a aussi sorti un DVD sur le poker le 27 novembre 2006 : Poker Coach, où il enseigne les bases du jeu.
En 2004, il coproduit (avec Elephant & Cie) et présente l'émission World Poker Tour sur Canal+ dans laquelle il commente les tournois du World Poker Tour avec Denis Balbir, puis Lionel Rosso, puis par Valérie Amarou. La diffusion sur Canal+ s'arrête en 2009, reprend une année sur RTL9 en 2012 avant de s'arrêter définitivement.

## Distinctions

### Récompenses
- Prix Raoul-Breton 1990
- Victoires de la musique 1992 : Artiste interprète masculin

### Nominations

#### Musique
- Victoires de la musique 1991 :
  - Artiste interprète masculin
  - Album de l'année pour Alors regarde
  - Spectacle musical
- Victoires de la musique 1992 :
  - Chanson de l'année : Qui a le droit...
  - Performance musicale
- Victoires de la musique 2000 : vidéo-clip de J'te mentirais
- Victoires de la musique 2001 :
  - Artiste interprète masculin
  - Chanson originale : Au Café des délices
  - Spectacle musical / Tournée / Concert
- Victoires de la musique 2003 :
  - Artiste interprète masculin
  - Album de Chanson/Variétés : Entre deux
- Victoires de la musique 2007 : spectacle musical, tournée ou concert de l'année

#### Cinéma
- Césars 2013 : César du meilleur acteur pour Le Prénom.

### Décorations
- Chevalier de l'ordre national du Mérite (1996)[83].
- Chevalier de l'Ordre national du Québec (2014)[84].